# Bazinga rieki
Bazinga rieki ist eine kleine Wurzelmundqualle, die 2011 von Denis Riek an der Ostküste Australiens entdeckt wurde. Es handelt sich um eine kleine, dicke und rundliche Qualle, deren Durchmesser unterhalb von zwei Zentimetern bleibt. Der Holotyp wurde im Brunswick River in New South Wales entdeckt und von den Meeresbiologen Lisa-Ann Gershwin und Peter J.F. Davie 2013 beschrieben. Sie ist die einzige Art in der damit monotypischen Gattung Bazinga und diese ist die einzige Gattung innerhalb der Familie Bazingidae. Diese ist wiederum die einzige Familie der gleichzeitig beschriebenen Unterordnung Ptychophorae.

## Merkmale
Die Quallen wirken rund und kompakt und haben sehr regelmäßige Oberflächenstrukturen. Sie haben einen kugelförmigen Schirm, der oben abgeflacht ist. Der Holotyp ist ein männliches Exemplar mit einem Körperdurchmesser von 18,7 Millimetern. Beschrieben wurden noch diverse kleinere Paratypen: Zwei männliche Exemplare mit 15,5 und 13,7 Millimetern Durchmesser, sowie zwei weibliche mit 16,4 und 14,0 Millimetern Durchmesser. Der Körper der Quallen hat keine Farbpigmente und ist durchscheinend. Die ringförmigen muskulären Falten auf der Subumbrella (Unterseite des Schirms) wie auch die Fangarme haben bei Licht einen weißlich-gelblich bis orangen Schimmer, der durch Zooxanthellen hervorgerufen wird. Die Exumbrella (Oberseite des Schirms) hat keinen zentral gelegenen Buckel und es gibt keine Anhäufungen von Warzen, diese verteilen sich regelmäßig über die Exumbrella. Sie sind rund und haben einen gelblichen Kern. Möglicherweise sind sie mit Zooxanthellen gefüllt. Sämtliche Fangarme entspringen in Mitte des Schirms an einem gemeinsamen Ursprung. Die Tentakel haben einen gezähnten Saum und sie tragen kleine Warzen. Die Qualle hat einen von unten sichtbaren Magen, der etwa die Hälfte des Körperdurchmessers ausmacht. Die verdeckten Rhopalia unterscheiden diese Art von anderen Wurzelmundquallen-Arten.

## Verbreitung
Bazinga rieki wird nur in den Küstengewässern, wie in diversen ins Land hineinragenden Flüssen oder Bächen und/oder je nach Gezeiten vom Meer abgeschlossenen Weihern in New South Wales gefunden. Es ist möglich, dass die Art in ähnlichen Gewässern an der gesamten Ostküste von Australien verbreitet ist.

## Name
Der Gattungsname Bazinga geht gemäß den Beschreibern auf die US-amerikanische Sitcom The Big Bang Theory zurück. „Bazinga“ ist ein Ausdruck, den der Charakter Dr. Dr. Sheldon Cooper verwendet, wenn er jemanden ausgetrickst oder zum Narren gehalten hat, und der somit gleichbedeutend ist mit „hereingelegt“. „Hereingelegt!“ passt nach dem Dafürhalten der Erstbeschreiber, da Bazinga rieki, aufgrund ihrer geringen Größe, wahrscheinlich zuvor für ein Jungtier anderer, größerer Gattungen gehalten wurde, und somit die Fachwelt „genarrt“ hat. Darüber hinaus bezeichnet „Bazinga“ ein Musikinstrument, und zwar eine siebensaitige Harfe. Die radial verlaufenden Kanäle innerhalb des Schirms erinnerten die Beschreiber an die Saiten einer solchen Harfe. Der Artname wurde zu Ehren ihres Entdeckers Denis Riek gewählt, der die Meeresbiologie von New South Wales filmisch und fotografisch dokumentiert.